# Nationale Unie (Suriname)
Nationale Unie (NU) is een politieke partij in Suriname.
De partij werd in 1989 opgericht en heeft Paul van Leeuwaarde als voorzitter. Van Leeuwaarde is sinds de invoering in 1987 een groot voorstander voor het herzien van de kiesregeling omdat die naar zijn mening in strijd is met de grondwet van Suriname. Als voorbeeld noemt hij dat vijfhonderd stemmen in Coronie voldoende zijn voor een zetel in De Nationale Assemblée (DNA) terwijl daar in Paramaribo bijna achtduizend voor nodig zijn. Ook is NU voorstander voor een verbond met Nederland binnen een gemenebest.
Tijdens de verkiezingen van 2010 werkte NU samen met de Nickerie Volks Partij (NVP). NU verwierf sinds de oprichting geen zetel in DNA (stand 2020). In 2010 was Van Leeuwaarde 84 jaar oud en opnieuw door zijn achterban gevraagd zich voor NU te kandideren. Hij vergeleek zich toen met de Bijbelse figuur Jona en vond dat hij deze opdracht moest uitvoeren. "Mijn vraag is: hoe oud moet je zijn om te vechten voor jong en oud. Hoe oud moet je zijn om onrecht te bestrijden. Ik ga door zolang de Here het wil," zo verklaarde hij.